# Corcoué-sur-Logne

Localització de Corcoué-sur-Logne

Corcoué-sur-Logne (en bretó Kerc'haoueg) és un municipi francès, situat a la regió de país del Loira, al departament de Loira Atlàntic, que històricament ha format part de la Bretanya. L'any 2006 tenia 2.306 habitants. Limita amb els municipis de Legé, Touvois, Saint-Étienne-de-Mer-Morte, La Limouzinière i Saint-Colomban al departament del Loira Atlàntic, Saint-Philbert-de-Bouaine i Rocheservière al departament de la Vendée.

## Demografia
| 1962                                       | 1968  | 1975  | 1982  | 1990  | 1999  |
| ------------------------------------------ | ----- | ----- | ----- | ----- | ----- |
| 1.857                                      | 1.942 | 1.812 | 1.918 | 1.959 | 1.990 |
| Des de 1962: població sense dobles comptes |       |       |       |       |       |

## Administració
| Període   | Identitat             | Partit |
| --------- | --------------------- | ------ |
| 2001-2008 | Marie-Louise Charrier |        |
| 2008-     | Claude Naud           |        |